# Воздушные бои (телесериал)
«Возду́шные бои́» (англ. Dogfights) — тематический телесериал, рассказывающий об исторических воздушных боях, которые состоялись в Первой мировой и Второй мировой войне, Корейской и Вьетнамской войне, а также в более мелких конфликтах, таких как Война в Персидском заливе и Шестидневная война. Программа собрала бывших летчиков-истребителей, чтобы те поделились своими историями реальных воздушных боев, в которых они принимали участие, и использует компьютерную графику (CGI), чтобы дать зрителю возможность окунуться в среду воздушного боя. Программа выходила на History Channel с ноября 2006 по май 2008 года.

## Основное описание
В каждой серии показывается настоящий исторический воздушный бой. Главные герои — реальные асы различных войн, которые подробнейшим образом рассказывают о проведенных ими в небе битвах с противником. Помимо непосредственно рассказов о воздушных боях есть отдельные сцены, которые описывают события и действия, произошедшие вне их. Каждое сражение описывает пилот, для обеспечения реалистичного моделирования используются компьютерные эффекты. Кроме того, в документальной передаче показаны самолеты разных стран и разных эпох авиации. На их описание в каждой серии также выделяется часть времени. В некоторых сериях описаны не только воздушные бои, но и морские операции, направленные на бомбардировки и уничтожение корабельных групп противника. В конце каждой серии дается краткое описание гипотетических воздушных боев будущего и то, как их будут вести пилоты будущего.

## Серии

### Пилотный эпизод
- Пилотный эпизод «Самые великие воздушные битвы» (The Greatest Air Battles)

### 1 сезон
- 01. «Аллея Мигов» (MiG Alley)
- 02. «Засада в Небе» (Air Ambush)
- 03. «Летающие Тигры» (Flying Tigers)
- 04. «Гуадалканал» (Guadalcanal)
- 05. «Ад в небе над Ханоем» (Hell Over Hanoi)
- 06. «Убийца "Зеро"» (The Zero Killer)
- 07. «Последний истребитель с пушками» (The Last Gunfighter)
- 08. «Смерть японского военно-морского флота» (Death of the Japanese Navy)
- 09. «Охота за "Бисмарком"» (Hunt for the Bismarck)
- 10. «Неравные Шансы» (Long Odds)
- 11. «Воздушные бои на Ближнем Востоке» (Dogfights of the Middle East)

### 2 сезон
- 01. «Камикадзе» (Kamikaze)
- 02. «Смертельная миссия Люфтваффе» (The Luftwaffe's Deadliest Mission)
- 03. «Реактивный против Реактивного» (Jet vs. Jet)
- 04. «Тандерболт» (Thunderbolt)
- 05. «Орудие убийства Вьетнама» (Gun Kills of Vietnam)
- 06. «Асы пустыни» (Desert Aces)
- 07. «Первые воздушные бойцы» (The First Dogfighters)
- 08. «Нет права на ошибку» (No Room for Error)
- 09. «Ночные истребители» (Night Fighters)
- 10. «Самый кровавый день» (The Bloodiest Day)
- 11. «P-51 "Мустанг"» (P-51 Mustang)
- 12. «Воздушные бои Бури в пустыне» (Dogfights of Desert Storm)
- 13. «Летчики Таскиджи» (The Tuskegee Airme)
- 14. «Убийцы Мигов с авианосца "Мидуэй"» (MiG Killers of Midway)
- 15. «Сверхзвук» (Supersonic)
- 16. «Гибель Люфтваффе» (Death of the Luftwaffe)
- 17. «Секретное оружие» (Secret Weapons)
- 18. «Воздушные бои будущего» (Dogfights of the Future)